# Oxyurichthys mindanensis
Oxyurichthys mindanensis är en fiskart som först beskrevs av Herre 1927.  Oxyurichthys mindanensis ingår i släktet Oxyurichthys och familjen smörbultsfiskar. Inga underarter finns listade i Catalogue of Life.